# Tshepiso Masalela
Tshepiso Masalela (* 25. Mai 1999) ist ein botswanischer Leichtathlet, der sich auf den Mittelstreckenlauf spezialisiert hat.

## Sportliche Laufbahn
Erste internationale Erfahrungen sammelte Tshepiso Masalela 2017 bei den Juniorenafrikameisterschaften in Tlemcen, bei denen er im 800-Meter-Lauf in 1:50,73 min den vierten Platz belegte und mit der botswanischen 4-mal-400-Meter-Staffel in 3:16,64 min die Silbermedaille gewann. 2019 nahm er an den Afrikaspielen in Rabat teil und erreichte dort in 1:46,82 min den achten Rang über 800 Meter und schied im 1500-Meter-Lauf mit 3:50,29 min in der ersten Runde aus. 2022 gewann er dann bei den Afrikameisterschaften in Port Louis in 1:46,65 min die Bronzemedaille über 800 Meter hinter dem Algerier Slimane Moula und Nicholas Kiplangat Kebenei aus Kenia. Anschließend kam er bei den Commonwealth Games in Birmingham mit 1:49,12 min im Vorlauf aus. Im Jahr darauf belegte er bei den Weltmeisterschaften in Budapest mit 1:45,57 min im Finale den sechsten Platz und wurde dann beim Memorial Van Damme in 1:44,03 min Dritter. 2024 schied er bei den Hallenweltmeisterschaften in Glasgow mit 1:48,44 min im Halbfinale aus. Im April wurde er bei der Xiamen Diamond League in 1:43,88 min Dritter, wie auch bei der Bauhaus-Galan in 1:44,44 min. Im August erreichte er bei den Olympischen Sommerspielen in Paris das Finale und belegte dort in 1:42,82 min den siebten Platz.
In den Jahren 2019, 2022 und 2023 wurde Masalela botswanischer Meister im 1500-Meter-Lauf sowie von 2021 bis 2023 auch über 800 Meter.

## Persönliche Bestleistungen
- 800 Meter: 1:42,82 min, 10. August 2024 in Paris
  - 800 Meter (Halle): 1:45,56 min, 3. Februar 2024 in Metz (botswanischer Rekord)
- 1500 Meter: 3:35,26 min, 19. März 2025 in Johannesburg (botswanischer Rekord)